# Теорії змови щодо подій 11 вересня 2001 року

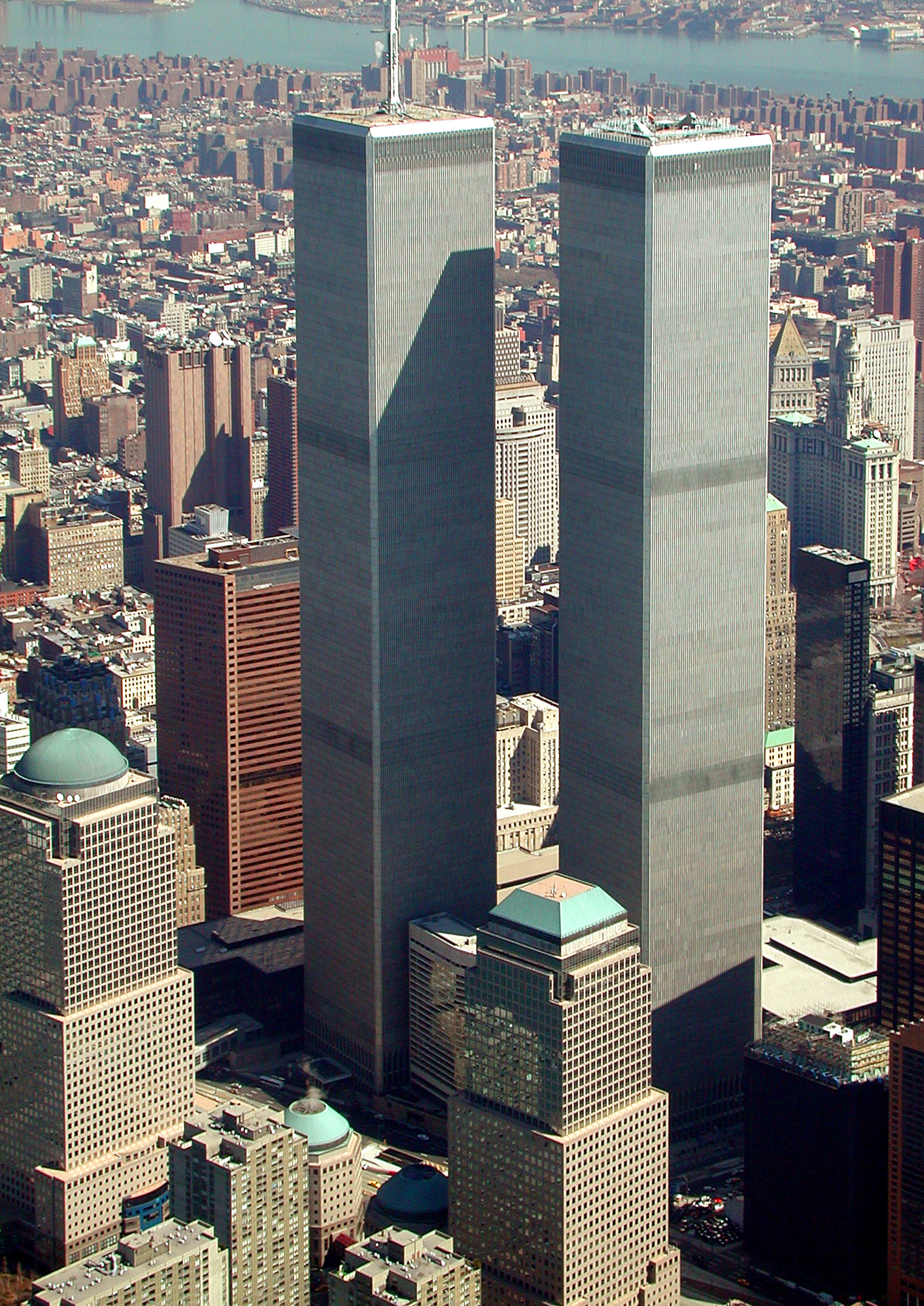
Руйнування двох веж Всесвітнього торгового центру і вежі Всесвітнього торгового центру 7 є одним з головних предметів теорій змови щодо 11 вересня 2001 року

Теорії змови щодо подій 11 вересня 2001 року — це теорії, що розходяться з офіційною версією подій, згідно з якою напади 11 вересня в США були здійснені терористичною організацією Аль-Каїда. Прихильники цих конспірологічних теорій стверджують, що в офіційних висновках присутні неузгодженості, а також те, що були пропущені деякі докази.
Найпоширеніша теорія змови стверджує, що обвалення Всесвітнього торгового центру і Всесвітнього торгового центру 7 в Нью-Йорку було результатом контрольованого руйнування, а не пожежі. Інша конспірологічна версія стверджує, що Пентагон був зруйнований крилатою ракетою, якою управляли люди, пов'язані з американським урядом. Прихильники теорій змов вважають, що мотивом для цих дій було виправдання наступних військових вторгнень США до Афганістану та Іраку, а також стратегічні інтереси США на Близькому Сході, такі як плани з будівництва нафтопроводу, що розробляються з початку 1990-х років компанією Unocal і іншими нафтовими компаніями.

## Основні теорії

### Всесвітній торговий центр

#### Теорія контрольованого знесення

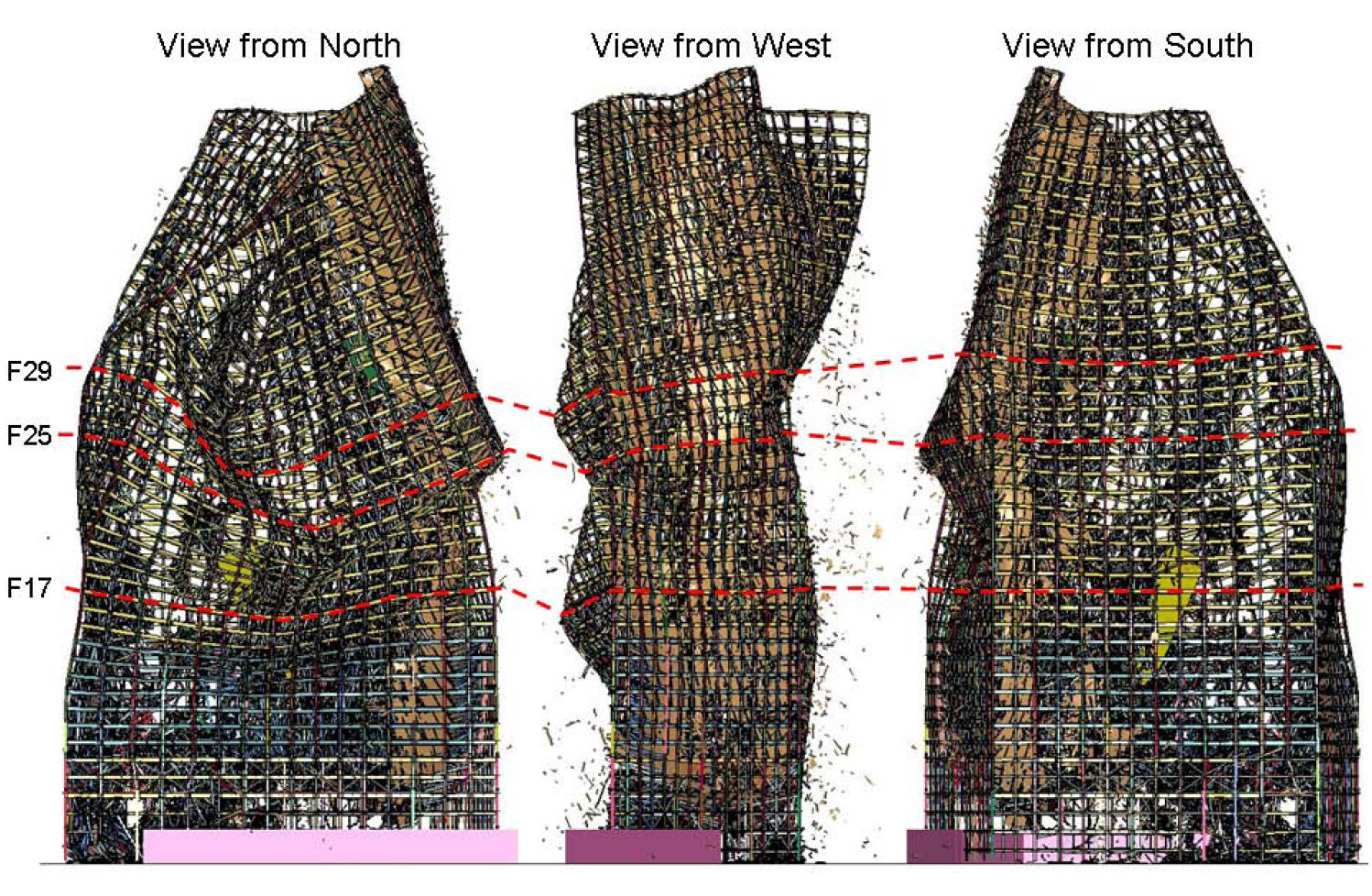
Критика доповіді, опублікованої NIST про руйнування будівель Всесвітнього торгового центру, грає центральну роль в теорії про передбачуване контрольоване знесення. На малюнку показано моделювання зовнішнього випинання ВТЦ 7 під час колапсу.

Теорія контрольованого знесення передбачає, що обвалення веж Всесвітнього торгового центру трапилося не в результаті пожежі або пошкоджень, викликаних зіткненням літаків з вежами, а через підрив вибухових речовин, встановлених у будівлі заздалегідь або ж послідовних підземних вибухів трьох термоядерних зарядів потужністю приблизно по 150 кілотонн у тротиловому еквіваленті кожен.
Прихильники теорії зносу, такі як фізик Стівен Е. Джонс з Університету Брігама Янга, архітектор Річард Гейдж, інженер-програміст Джим Хоффман і теолог Девід Рей Гріффін, стверджують, що зіткнення з літаком і пожежа, викликана зіткненням, не могли послабити каркас будівлі до такої міри, щоб викликати катастрофічне обвалення, і що будівлі не могли обрушитися повністю і з такою швидкістю, з якою вони падали, без додаткового джерела впливу, що використовується для ослаблення їх структури.
У статті «Вибухова речовина терміт виявлено в пилу від катастрофи 9/11 Всесвітнього торгового центру», яка була опублікована в Open Chemical Physics Journal, автори Нільс Харрі з хімічного факультету Копенгагенського університету, Джеффрі Фаррер з факультету фізики і астрономії Університету Брігама Янга, Стівен Е. Джонс та інші стверджують, що частки терміту і нанотерміту були знайдені в пилу і уламках, що залишилися після руйнування трьох будинків, з чого вони роблять висновок, що це доводить підрив будівель вибуховою речовиною. Стаття не містила наукових доказів, і головний редактор публікації згодом пішов у відставку.
Джонс не пояснив, як необхідну кількість вибухової речовини для підриву могло бути встановлено в двох будівлях без привернення уваги, але зазначив, що була активність в області технічного обслуговування будівель протягом декількох тижнів до події. Федеральні слідчі з Національного інституту стандартів і технологій стверджують, що потрібна величезна кількість терміту, аби пошкодити опорні балки, але Джонс оскаржив це твердження, стверджуючи, що ним та іншими був знайдений «супертерміт». Брент Бланшар, автор книги «Історія підриву в Америці», який листувався з Джонсом, стверджує, що питання про життєздатність теорії Джонса залишається без відповіді, наприклад, вона не пояснює того факту, чому учасники розчищення завалів не помітили явних ознак терміту протягом восьми місяців прибирання сміття після обвалення веж. Бланшар також зазначив, що має бути встановлено перевірний ланцюжок володіння зразками балок, які використовувалися для дослідження і піднімає питання про те, що металеві деталі для досліджень могли бути відрізані від уламків ацетиленовим факелом, ножицями або іншим потенційно забрудненим інструментом.
Джонс також стверджував, що розплавлена сталь, виявлена під уламками, свідчить про вибухові речовини, і що звичайна пожежа літака не може виділити достатньо тепла для цього, посилаючись на фотографії з розпеченими до червоного уламками, що видаляються будівельним обладнанням з місця обвалення. На це Бланшар відповів, що будь-яка землерийна техніка при взаємодії з розплавленою сталлю в щебені була б відразу пошкоджена . Проби пилу, досліджені Геологічною службою США та Ерджей Лі, не дали жодних доказів застосування терміту або вибухових речовин. Було припущено, що «матеріал терміт» був знайдений в ґрунтовці фарби.
Експерти американського Національного інституту стандартів і технологій (NIST) прийшли до висновку, що загальноприйнята версія більш ніж достатня для пояснення обвалення будівель. NIST і багато інших вчених відмовляються обговорювати конспірологів, оскільки вважають, що це породить необґрунтовану довіру з цими теоріями . Фахівці з будівельної механіки і проєктування будівель і споруд в цілому приймають пирогенну модель, в якій падіння будівель Всесвітнього Торгового Центру відбулося під дією гравітації, без використання вибухових речовин . NIST у результаті заявив що він не виконав жодного тесту для пошуку залишків вибухонебезпечних речовин в будь-якому роді уламків.
Через деякий час після атаки великі ЗМІ опублікували інформацію про те, що вежі впали через розплавлення сталі. Розуміння того, що при температурі спалювання палива для реактивних двигунів сталеві конструкції Всесвітнього торгового центру не повинні плавитися, сприяло вірі скептиків у те, що вежі не впали б без втручання ззовні чогось, крім літаків. NIST ж не стверджує, що сталь була розплавленої, а говорить про те, що ослаблена сталь, разом з ушкодженнями, викликаними впливом літаків, викликала руйнування . NIST повідомив, що симуляція, заснована на припущенні, що горючі пари згоріли відразу при змішуванні з киснем, показала, що "в будь-якому даному місці температура [повітря] була близько 1000°С протягом від 15 до 20 хвилин. Решту часу температура була 500°С або нижче". Прихильники теорії знесення акцентують увагу на тому факті, що до теракту жодна вежа не впала через пожежу, тоді як прихильники офіційної версії відзначають, що до теракту жодна вежа не була пошкоджена комерційним лайнером.

### Пентагон

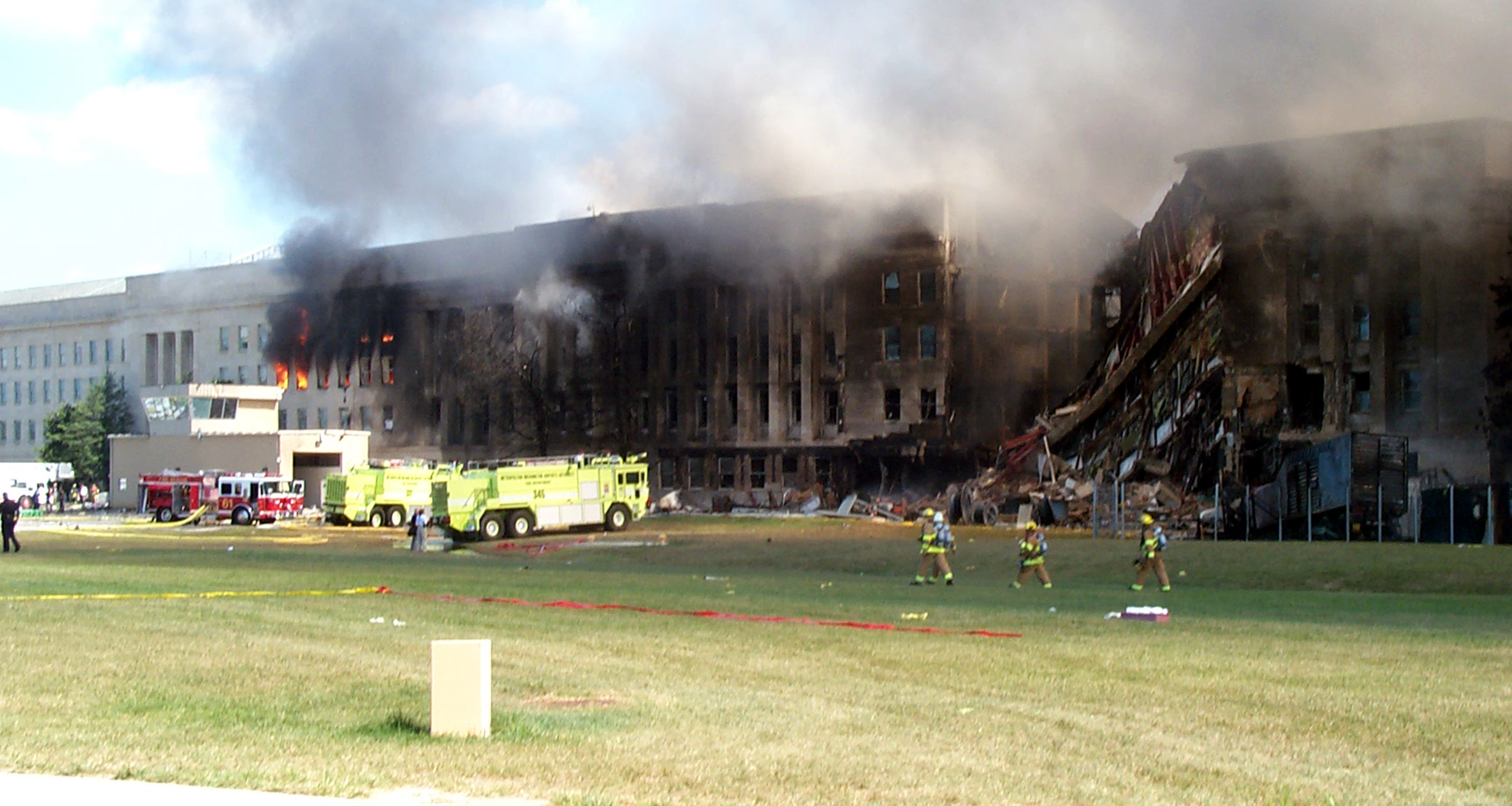
Пентагон після руйнування пошкоджених конструкцій.

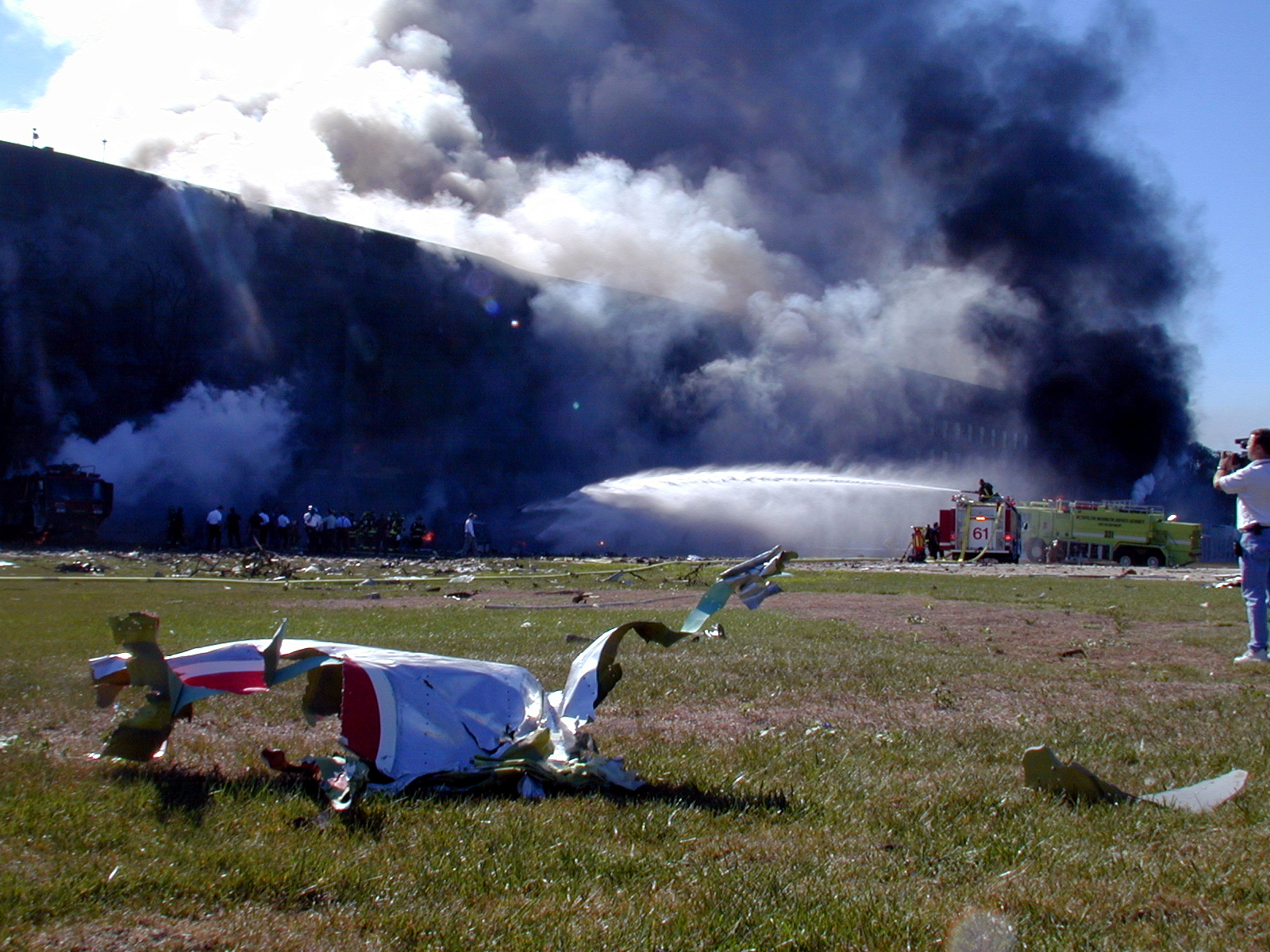
Фрагменти, схожі на уламки літака, розкидані навколо Пентагону в день атаки.

Згідно з деякими теоріями змови, адміністрація США вирішила спеціально не збивати літак, спрямований в стіну Пентагону, тоді як інші стверджують, що в Пентагон жоден літак взагалі не врізався . Треті відкидають твердження того, що щось крім Рейса 77 могло врізатися в Пентагон, але погоджуються з тим, що вежі Всесвітнього торгового центру були зруйновані в результаті контрольованого знесення; наприклад, Джим Гоффман на своєму сайті 911review.com вказує на основні, на його думку, помилки в теорії «Боїнга не було».
Політичний активіст Тьєррі Мейсан і режисер Ділан Евері стверджують, що рейс 77 авіакомпанії American Airlines не врізався в Пентагон. Замість цього, за їхніми словами, Пентагон був вражений ракетою, керованою кимось зі складу американського уряду. На сайті Reopen911.org йдеться, що отвори в стінах Пентагону були занадто малі для того, щоб їх міг зробити Boeing 757: «Як літак шириною в 125 футів і завдовжки в 155 футів залишив дірку діаметром тільки в 60 футів?». Книга Мейсан «L'Effroyable Imposture» (англ. 9/11: The Big Lie) стала бестселером у Франції і доступна більш ніж десяткою мов. Після свого виходу цю книгу різко розкритикували як французька, так і американська преса, і пізніше, в рамках руху «9/11 Truth Movement», такі дослідники як Джим Гоффман і вебсайти, як oilempire.us.
Французька газета Liberation назвала книгу «зітканою з диких і нерозважливих звинувачень, які, до того ж, абсолютно безпідставні».
У відповідь на теорії про ракетний удар по Пентагону, Мет Созен, професор цивільного будівництва в Університеті Пердью, стверджує, що «потрапляння ракети не викликало б такого ефекту руйнування залізобетонної будівлі. Коли Рейс 77 врізався в Пентагон, він одним крилом зарився в землю, а іншим — зрізав кілька несучих колон». Згідно ArchitectureWeek, причина, по якій збиток Пентагону був відносно невеликий, полягала в тому, що Перший сектор, на який і припав удар, був недавно оновлений. (Це було частиною програми реконструкції, розпочатої в 1980-х роках, Перший сектор був першим з п'яти, який мали відремонтувати).
Докази того, що літак був, описані дослідниками з руху 9/11 Truth Movement, такими як Джим Гоффман, в есе «Атаки Пентагону: Що ж показують речові докази» та іншими, і спростовують альтернативні теорії. З наявних свідчень атаки присутні: уламки реактивного літака Рейса 77, чорні ящики, носовий конус, шасі, покришки і вціліле крісло з кабіни . Все це було знайдено на місці катастрофи. Останки пасажирів Рейса 77, також були виявлені на місці катастрофи і їх особистості підтверджені аналізом ДНК. Безліч свідків бачили літак до удару по Пентагону своїми власними очима. Крім того, з борта Рейса 77 були зареєстровані телефонні дзвінки від пасажирів, які повідомляють про те, що їх літак захоплений. Наприклад, пасажирка Рене Мей зателефонувала матері, щоб сказати їй про викрадення літака і про те, що всі пасажири зігнані в задню частину салону. Інша пасажирка, на ім'я Барбара Олсон, дзвонила чоловіку (заступнику генерального прокурора США Теодору Олсону) і сказала, що літак був викрадений і що викрадачі були озброєні ножами та різаками. Деякі теорії змови стверджують, що телефонні дзвінки пасажирів були сфабриковані за допомогою спеціального обладнання, тіла пасажирів були знищені, а Пентагон був пошкоджений крилатою ракетою.

### Рейс 93

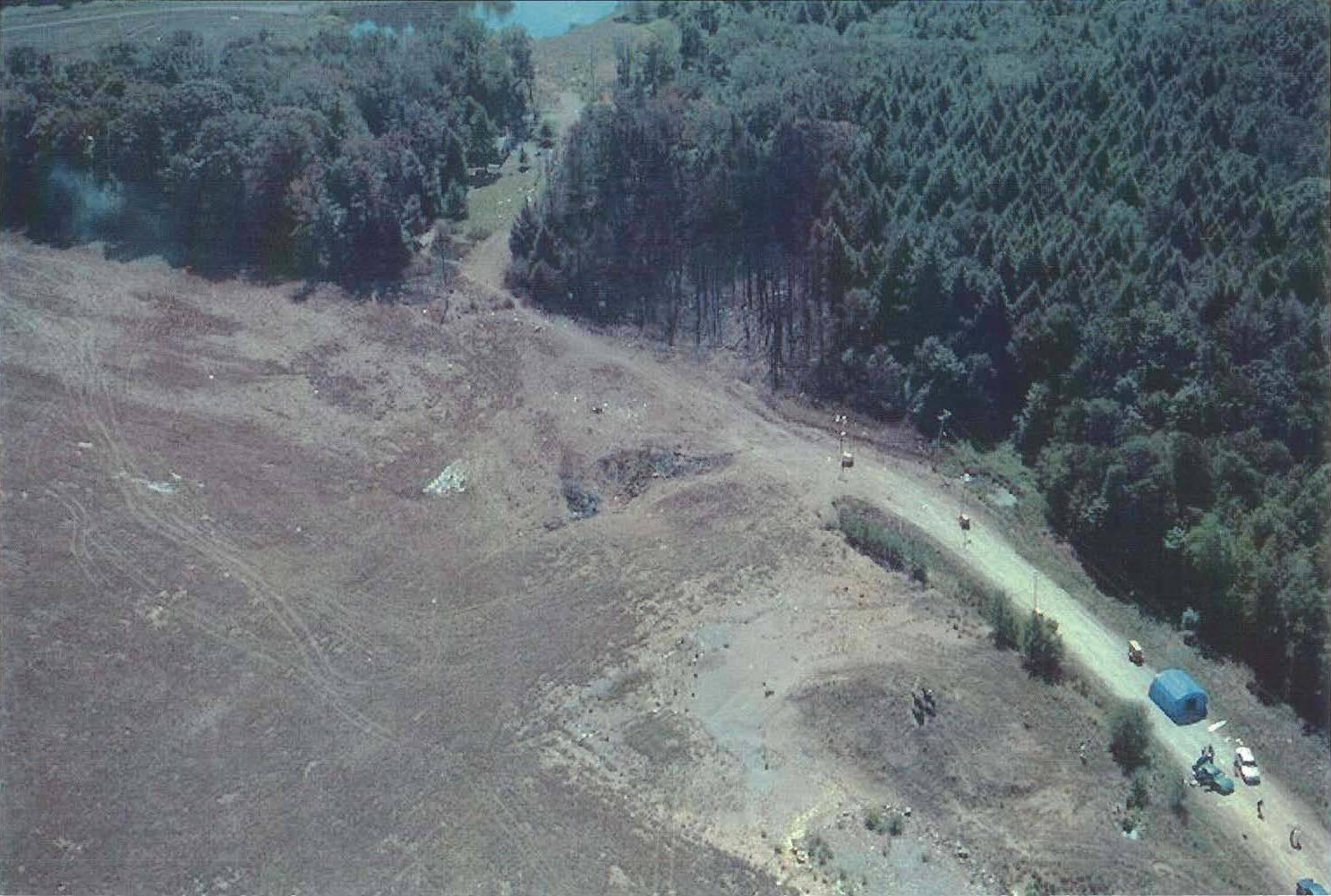
Місце падіння Рейсу 93

Викрадений 11 вересня літак авіакомпанії United Airlines, що виконував рейс 93, розбився в полі поблизу боро Шанксвілл у Пенсільванії, після того, як захоплені в заручники пасажири спробували перехопити у терористів керування літаком. З чотирьох викрадених в цей день літаків цей був єдиним, що не досяг мети атаки.
Одна з найпопулярніших теорій змови навколо «Рейса 93» говорить про те, що насправді він був збитий реактивним винищувачем Повітряних сил США. Так, наприклад, Девід Рей Гріффін і Алекс Джонс стверджують, що велика частина літака, в тому числі деталі двигуна, впали в декількох кілометрах від перших уламків, що дуже незвично для такої авіакатастрофи. За словами Джонса, літаки під час аварії зазвичай залишають на землі невелике поле з уламками, і це ніяк не узгоджується з тими повідомленнями, за якими частина уламків було знайдено багато далі місця падіння. За інформацією на Rense.com стверджується, що основна частина двигуна була знайдена за декілька кілометрів від головного місця падіння уламків, що можна порівняти, наприклад, з результатом враження літака ракетою з тепловим наведенням.
За словами Філа Моле з журналу «Скептик», «(це) твердження ґрунтується на непідтверджених повідомленнях, що основна частина двигуна і деякі великі частини літака були знайдені за декілька кілометрів від місця катастрофи, що занадто далеко, щоб стати результатом звичайної авіакатастрофи. Це твердження не вірне, оскільки двигун був знайдений всього за 300 ярдів від місця падіння, і його місцезнаходження добре узгоджується з напрямком руху літака» . Майкл К. Гайнс, експерт з авіакатастроф, який займався розслідуванням катастрофи Рейса 800 авіакомпанії TWA в 1996 році, говорить: «при швидкостях до 500 миль на годину або більше падіння двигуна на землю на 300 ярдів далі займає всього кілька секунд і не є чимось незвичайним».
Повідомлення місцевих жителів, які виявили уламки літака в індіанському озері, ймовірно, мають під собою підстави. CNN повідомляла, що слідчі виявили уламки принаймні у восьми милях від місця катастрофи, в тому числі і в Нью-Балтіморі. Однак на думку CNN, вони були з легких матеріалів, які могли бути легко перенесені вітром. Pittsburgh Post-Gazette описує їх як «документи», «обривки ізоляції» і «дорожні чеки».

## Громадська думка і соціологічні опитування
- Згідно з опитуванням, проведеним у серпні 2004 року, лише 36 % респондентів вважають, що комісія з розслідування відповіла на всі основні питання. Дві третини опитаних вважають, що необхідно ще одне повне розслідування для з'ясування відповідей на «все ще невирішені питання»[46].

- В онлайн-опитуванні CNN в 2004 році глядачам було поставлено питання: «Чи вважаєте ви, що уряд США приховує інформацію про теракти 11 вересня?»("Do you believe there is a US goverment cover -up surrounding 9/11?«). Позитивно відповіли 89 % тих, хто голосував[47].

- Опитування громадської думки, проведене в 2008 році в 17 країнах, показав, що в причетності тільки Аль-Каїди впевнені 46 % респондентів, 15 % вважають, що причетний уряд США, 7 % вважають, що до терактів причетний Ізраїль, 7 % впевнені в тому, що за нападами стоять інші виконавці; 25 % опитаних заявили, що не знають, хто організував атаки 11 вересня. Це опитування показало, що саме араби найбільш схильні вірити в теорії змови, пов'язані з подіями 11 вересня 2001 року[48].

## Критика теорій змови
- У березні 2005 року науково-популярний журнал Popular Mechanics вийшов зі статтею під назвою „Викриття міфів про 9/11“ (англ. «Debunking 9/11 Myths»[49].
- 23 травня 2005 року науково-популярний журнал Scientific American вийшов зі статтею „Фаренгейт 2777“ (ориг. „Fahrenheit 2777“), в якій розглядається безліч тверджень про змову, взятих з декількох інтернет-ресурсів, а також з таких джерел, як книга „Велика брехня“ (фр. «L’Effroyable Imposture» французького журналіста Мейсан Т'єррі[50].
- У серпні 2006 року в продовженні статті від березня 2005 року журналом Popular Mechanics була випущена книга „Викриття міфів про 9/11: Чому теорії змов не витримують критики (фактів)“ (ориг. „Debunking 9/11 Myths: Why Conspiracy Theories Can not Stand Up to the Facts“). У книзі були наведені інтерв'ю з більш ніж 300 свідками та експертами в різних областях науки. Авторами книги були Дейвід Дунбар (David Dunbar) і Бред Рейган (Brad Reagan)[51].
- У серпні 2007 науково-популярний канал History Channel випустив спецпроект під назвою „Теорії змови про 9/11: факти або вигадка“ (англ. «9/11 Conspiracies: Fact or Fiction» У передачі були приведені інтерв'ю як з очевидцями подій, так і експертами. Також були продемонстровані записи переговорів пілотів ВПС США, співробітників NORAD і FAA, пасажирів рейсу United Airlines Flight 93. Головною темою передачі був докладний розгляд найбільш популярних теорій змов про події 11 вересня 2001 року. Зокрема, особливо докладно розглядалася теорія з фільму „Розмінна монета“ (англ. «Loose Change»[52].
- Навесні 2009 року в друк вийшла книга журналіста The Times Девіда Ароновича „Вуду історії: Роль конспірологічних теорій в сучасній історії“ (англ. «Voodoo Histories: The Role of the Conspiracy Theory in Shaping Modern History» Modern History »). Автор розглядає і аналізує безліч конспірологічних теорій, починаючи з нападу на Перл-Харбор . Однак особливо ретельно автор розглядає теорію щодо подій 11 вересня 2001 року[53].
- У серпні 2009 року на науково-популярному телевізійному каналі National Geographic вийшла передача «11 вересня. Наука і змови »(ориг." 9/11 Science and Conspiracy "), в якій були залучені безліч експертів в галузі криміналістики, комп'ютерного моделювання та інженери-будівельники. У передачі зіткнення літака з вежами, пожежа і руйнування будівель ВТЦ були змодельовані як в польових умовах, так і віртуально. Ствердною результатом випробувань було наукове обґрунтування руйнування будівель[54].
- У вересні 2011 газета Guardian вийшла зі статтею «Теорії змови об 11 вересня розвінчано» (ориг. «9/11 conspiracy theories debunked»)[55].
- У 2011 році в друк вийшла книга «Серед активістів руху „За істину в 9/11“: Подорож в зростаючий андеграунд американських конспірологів» (англ. «Among the Truthers: A Journey Through America’s Growing Conspiracist Underground». Автором книги є Джонатан Кей (Jonathan Kay). Книга розглядає найбільш популярні теорії змов і супутні їм руху в США, такі як John Birch Society, Bilderberg Group, Vaccination і Reptilians. Однак особливу увагу книги приділяється руху 9/11 Truth movement (укр. — «Рух за правду про 9/11». У книзі наводяться інтерв'ю з лідерами даного руху Алексом Джонсом і Майклом Руберто (Michael Ruppert). Позитивні рецензії були отримані від журналів The Economist і The New York Times . Однак було отримано і кілька закидів про стилістику від The Wall Street Journal[56].

Крім різного роду авторитетних науково-популярних видань і каналів у відповідь на зростаюче число прихильників теорії змови почало з'являтися і безліч ресурсів з викриття даних теорій. Серед них можна відзначити Debunking911.com і JOD911.com.